# Cruus af Edeby
Cruus af Edeby, efter en gård i Helgarö socken på Fogdön i Södermanland, adlig släkt nr. 69 på Riddarhuset i Sverige från 1625, utslocknad 1727. Förgrenad från släkten Cruus.
Landshövdingen av Kalmar län (1634-37), Jesper Andersson Cruus, skrev sig på mödernet "till Edeby". Denne var son till Anders Larsson Cruus och sonson till Lars Jespersson (Krus) (död 1587). 

## Äldsta medlemmarna
- Jesper Andersson Cruus af Edeby
  - Gustaf Jespersson Cruus af Edeby (1620–1665), landshövding i Kalmar län 1664-65
    - Jesper Gustafsson Cruus af Edeby (1644–1702), kapten
      - Gustaf Jesper Cruus af Edeby (1702–1727), ogift, med denne utslocknade grenen Cruus af Edeby